# Silnice I/56
Silnice I/56 je silnice I. třídy v Moravskoslezském a Zlínském kraji. Vede z Opavy do Ostravy, následně je přerušena dálnicí D56 a následně pokračuje z Frýdku-Místku přes Frýdlant nad Ostravicí do Bílé, kde se napojuje na silnici I/35. Její délka činí 79,505 km.

## Historie
Do celorepublikového přečíslování a revize kategorizace silnic v roce 1997 byl jako silnice I/56 označován pouze úsek z Frýdku-Místku do Ostravy o délce 23 km. Převážná část byla povýšena na silnici R56 (pozdější D56). Naopak byly jako součást této silnice připojeny povýšené úseky silnic druhé třídy II/466 (Opava - Kravaře - Hlučín - Ostrava), II/484 (Frýdek-Místek - Frýdlant nad Ostravicí - Ostravice - Bílá) a II/485 (Bílá - Horní Bečva).
Úsek silnice Opava - Kravaře - Hlučín - Ostrava (pozdější II/466, a od roku 1997 I/56) byl historicky součástí silnice I/11 (Praha - Žilina). Silnice I/11 však byla později přeznačena jižnější trasou přes Velkou Polom.

## Vedení silnice
Silnice I/56 začíná v Opavě a směrem k Ostravě protíná tři města Kravaře, Dolní Benešov a Hlučín. Celý tento úsek je na průjezd velmi časově náročný, protože vede ve dvou pruzích a na velké části je rychlost omezena na 50 km/h kvůli průjezdu obcemi a železničním přejezdům.
Po příjezdu do Ostravy se silnice kříží s dálnicí D1 velkou okružní křižovatkou a poté pokračuje dále nově vybudovanou čtyřpruhovou silnicí ke křižovatce se silnicí II/647 a dále až k Českobratrské ulici ve čtyřech pruzích. Za křížením s Českobratrskou ulicí je asi 400 metrů silnice dvoupruhová (Cingrova ul.) a na začátku Místecké ulice se opět rozšiřuje na čtyři pruhy a pokračuje dále na jih jako průtah přes Ostravu až k městskému obvodu Ostrava-Hrabová.
Zde je silnice I/56 přerušena dálnicí D56 po Frýdek-Místek, kde za křižovatkou se silnicí I/48 pokračuje dále jako čtyřpruhová, již směrově nedělená silnice I. třídy. Po výjezdu z Frýdku-Místku pokračuje ve čtyřech pruzích směrově nedělená až k Frýdlantu nad Ostravicí, kde se na křižovatce se silnicí II/483 zužuje na dvoupruhovou a pokračuje dále přes Ostravici na jih do Beskyd. Za obcí Ostravice stoupá k přehradě Šance a dále vede četnými zatáčkami jako horská silnice přes Bílou až ke křižovatce se silnicí I/35 kde končí.
Celkově měří silnice I/56 téměř 80 km. Tato silnice je spíše regionálního významu a slouží především jako spojnice Ostravské aglomerace s turistickými cíli v Beskydech.

## Modernizace silnice
| Číslo | Název                                       | Délka   | Kategorie            | Zahájení výstavby | Uvedení do provozu | Křižovatky                                                    |
| ----- | ------------------------------------------- | ------- | -------------------- | ----------------- | ------------------ | ------------------------------------------------------------- |
| Y     | Opava – Ostrava                             | 27,3 km | S 9,5/90 S 15,25/110 | bude oznámeno     | bude oznámeno      | Opava-východ Kravaře Dolní Benešov Kozmice Hlučín Ludgeřovice |
| T64   | Ostrava – prodloužená Místecká, I. stavba   | 1,3 km  | MR 24,5/80           | 04/2008           | 12/2010            |                                                               |
| T65   | Ostrava – prodloužená Místecká, II. stavba  | 1,2 km  | MR 24,5/80           | 04/2008           | 12/2012            |                                                               |
| T66   | Ostrava – prodloužená Místecká, III. stavba | 0,6 km  | MR4dc 30,75/27,0/80  | plánováno 2027    | plánováno 2029     | Českobratrská 28. října                                       |

Modernizace silnice je spojována také s potřebami řešení hustého provozu v Dolním Benešově.

## Další informace
Pomník silnice Frýdek-Místek – Frýdlant se nachází na odpočívadle u silnice I/56 v katastru obce Metylovice (okres Frýdek-Místek). Je vytvořen z betonu za účelem připomínky zahájení provozu silnice I/56.

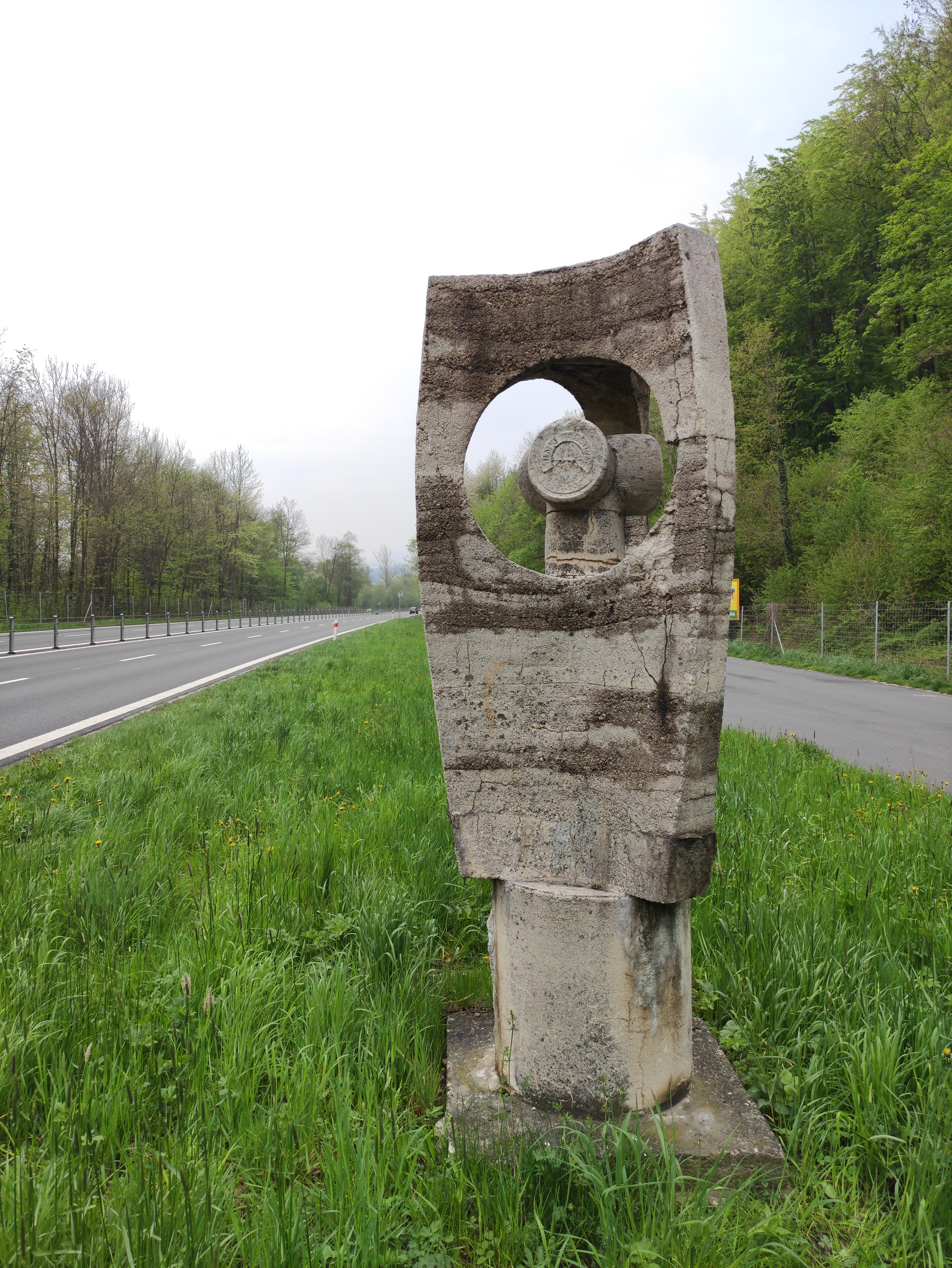
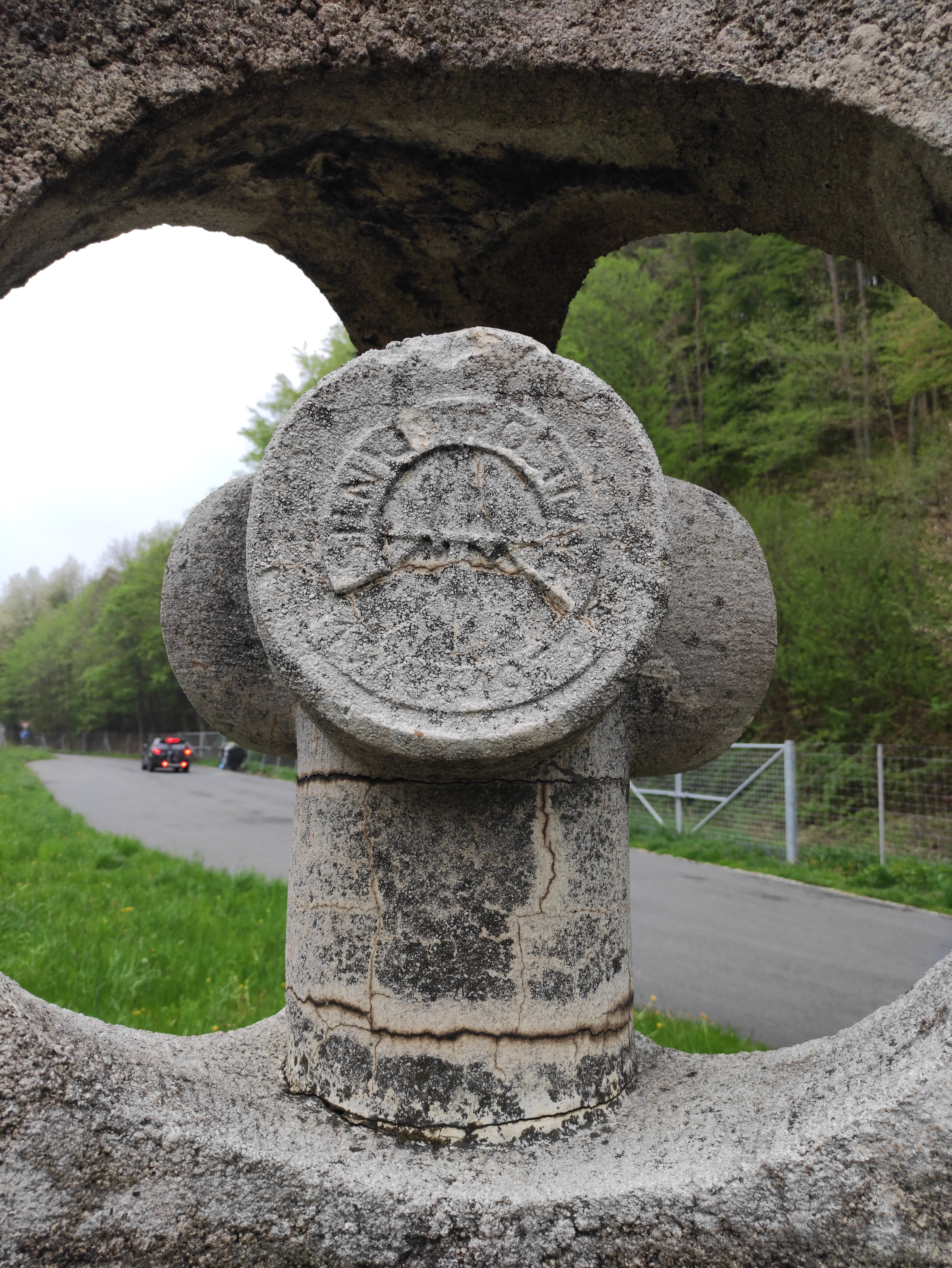
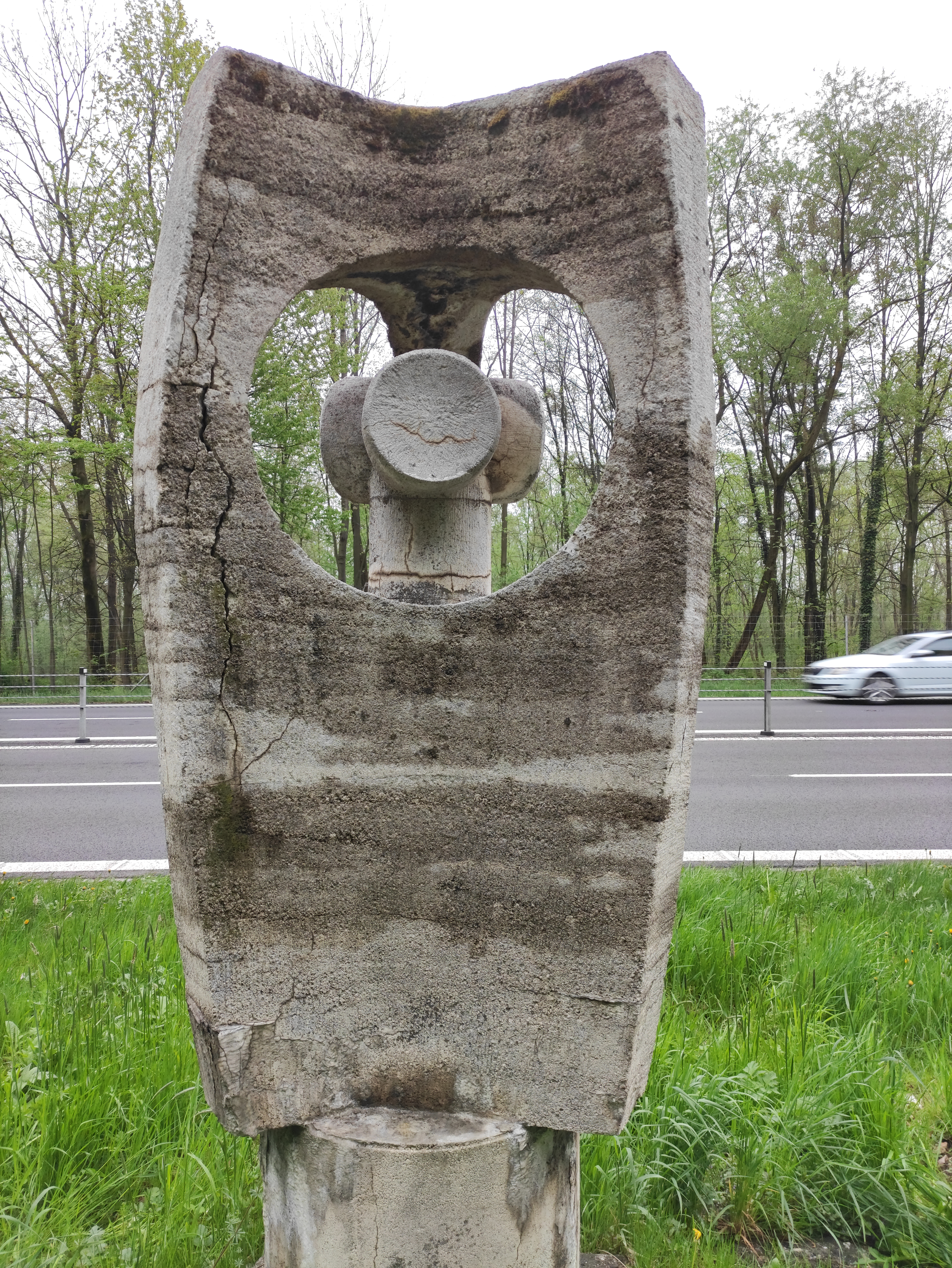
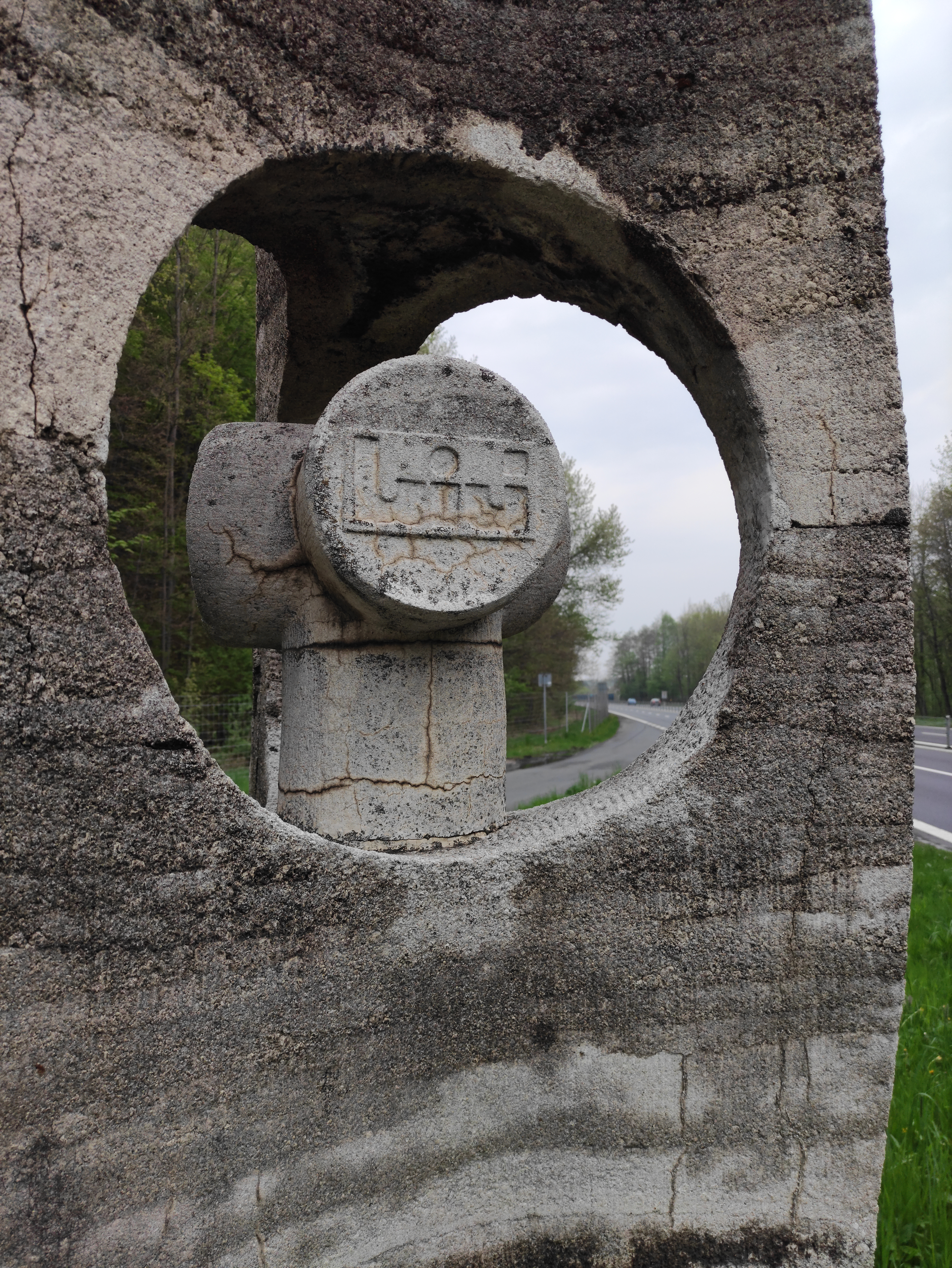